# バンジャマン・ペッシュ

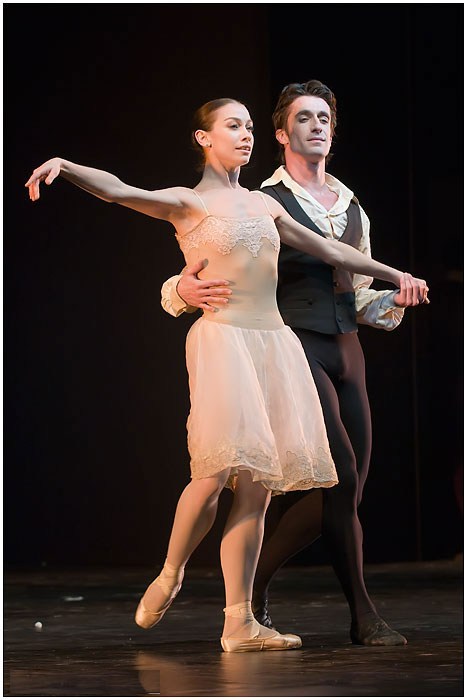
バンジャマン・ペッシュとエレオノーラ・アバニャート（2010年）

バンジャマン・ペッシュ（Benjamin Pech、1974年4月3日 - ）は、フランスのバレエダンサー・バレエ指導者・振付家である。幼少期にジャズダンスを始め、後にバレエに転向した。1986年にパリ・オペラ座バレエ学校に入学し、卒業後の1992年にパリ・オペラ座バレエ団に入団した。パリ・オペラ座バレエ団の個性派ソリストとしてキャリアを重ね、2005年にエトワールに任命された。パリ・オペラ座バレエ団には24年間にわたって在籍し、2016年2月にアデュー（引退）公演を行った。2005年以降は自らが座長と企画を務める「エトワール・ガラ」を開催するなど、プロデューサーとしても能力を見せている
。

## 経歴

### 幼年期
フランス南西部、エロー県ベジエの生まれ。父は理学療法士で母は専業主婦、4歳上の姉との2人姉弟であった。ペッシュがまだ幼いころに、一家はアグドに転居して父はそこで開業した。地中海に近いアグドの街で、ペッシュは幸福な子供時代を過ごしていた。
母と姉は一緒にジャズダンスを習っていたため、家にペッシュを残しておくわけにはいかず一緒に連れていくことになった。ペッシュは当時7歳くらいだったが、ただおとなしく見学するのではなく、立ち上がって一緒に踊り始めていた。レッスン終了後には「気に入ったから次も一緒に行っていい?」と母に頼み、ジャズダンスを続けることになった。
ジャズダンスの教室では男の子は彼1人だったが、当時から踊りの才能は際立っていた。同年代の女の子たちとはレベルが違いすぎたため一緒のレッスンはせず、もっと年上の女性たちと踊っていた。ジャズダンスを始めて2年くらいするとさらに真剣に取り組むようになったが、当時のペッシュにはクラシック・バレエの基礎が欠けていたため、ジャズダンス教室の先生がモンペリエにいるバレエ教師を紹介してくれた。
バレエのレッスンは週1回、土曜日の午後だったが最初のうちペッシュはバレエを好きになれず、基礎を作るために仕方なくやっていたという。そんなペッシュの意識を変えたのは、9歳ごろに母と一緒に映画『ホワイト・ナイツ』を観に行ったことだった。映画の冒頭でローラン・プティの『若者と死』を踊るミハイル・バリシニコフにペッシュは魅せられ、「これこそぼくがやりたいことだ」と思った。それからはバレエにも真剣に取り組むようになり、夏期講習を受けに行った。
夏期講習を担当した教師はルディ・ブリアンといい、プティの『アルルの女』を初演したダンサーだった。ブリアンはペッシュの才能に注目し、パリ・オペラ座バレエ学校への入学を勧めてきた。両親もそれを受け入れ、ペッシュは1986年にパリ・オペラ座バレエ学校に入学した。アグドからパリまで当時は電車で5時間かかり、自宅に戻ることができるのは4週間に1度、しかも2日間のみだけだった。最初のうちは辛くて泣いてばかりいたというが、踊ることは好きだったため、少しずつパリ・オペラ座バレエ学校での生活に慣れていった。
入学した最初の年（5年生）はジャニーヌ・ギトン、4年生はダニエル・フランク、3年生はリュシアン・デュトワ、2年生のときにはジルベール・メイエの指導を受けた。最終学年（1年生）のときにはセルジュ・ゴロヴィンから指導を受け、彼らがペッシュのルーツとなった。ペッシュが入学したときは学校はパリ・オペラ座の中にあったが、翌年からパリ郊外のナンテールに移転した。ナンテールでの最初の年に、ペッシュはニコラ・ル・リッシュと寮で同室を割り当てられた。当時ペッシュは最下級の5年生、ル・リッシュは最上級の1年生だったが、2人は仲のよい友人となった。

### パリ・オペラ座バレエ団へ
ペッシュは1992年にパリ・オペラ座バレエ団に18歳で入団した。ただし、学校でペッシュと同級だった男性ダンサーでは、他に入団できた者がいなかった。バレエ団に入団しても彼自身の感覚では「何も変わらなかった」という。学校時代と違って自分ひとりの生活を始めねばならなかったが、ペッシュはその生活を気に入っていた。
バレエ団への入団は簡単なことではなかったが、入団後も次の地位に進むための昇進試験が毎年実施されていた。この昇進試験は厳しいもので、ダンサーたちにとって相当に辛いものであった。ペッシュ自身も入団後に受けた最初の昇進試験に合格することができず、大きな失望感を味わっていた。そこでペッシュはバレエ団の外に目を向け、バレエコンクールへの出場を決意した。
1994年、当時19歳のペッシュはバレエコンクール「マイヤ」に出場した。このコンクールはサンクトペテルブルクで開催され、その名のとおりマイヤ・プリセツカヤが審査委員長を務めていた。ペッシュはグランプリと金賞を獲得し、プリセツカヤの知遇を得てヨーロッパ各地やサンクトペテルブルク、モスクワなどで開催されるガラ公演に出演するようになった。ガラ公演に出演する他のダンサーたちはプリンシパルクラスばかりだったため、ペッシュは単なるコール・ド・バレエとしてではなくプリンシパルダンサーとしての仕事を学び始めることができた。
パリ・オペラ座バレエ団の先輩にあたるマニュエル・ルグリも、ペッシュを認めた一人であった。ルグリが座長公演「ルグリと輝ける仲間たち」を始めたとき、ニコラ・ル・リッシュやカロル・アルボなどのエトワールたちと一緒に、当時はコール・ド・バレエの一員だったペッシュをメンバーに加えた。ペッシュはルグリのこの計らいによって、日本やパリでプリンシパルダンサーとして踊る機会を得ることになった。
オペラ座ではカドリーユから始まって1994年にコリフェ、1997年にスジェに昇格した。1999年にルドルフ・ヌレエフ版『ドン・キホーテ』でバジルを踊り、その1週間後にプルミエ・ダンスールに昇格した。プルミエ・ダンスール昇格後のペッシュは、バレエ団のほとんどすべての作品に出演して個性の強い役柄から王子役まで幅広い役柄をこなし、周囲からエトワールの座を期待されるようになっていた。

### エトワールへの任命
2005年の9月に、パリ・オペラ座バレエ団は北京と上海で公演を行った。そのうち上海での公演（9月22日）では、特別に『アルルの女』と『ジゼル』を1晩で上演するプログラムが組まれていた。当初ペッシュは『アルルの女』1公演のみに出演する予定であったが、北京でマニュエル・ルグリが負傷したために代役で全公演を踊ることになった。その後上海に移動したところ、『ジゼル』を踊る予定だったジョゼ・マルティネスも負傷し、ダンサーが不在の状態にまで至った。
そこで急遽、ペッシュが2つの作品を続けて踊ることになった。『ジゼル』のタイトル・ロールを踊ったオーレリー・デュポンとは初めて組んだが、リハーサルもなしで舞台本番に臨んだ。その後、20分の休憩のみを挟んで『アルルの女』を踊り抜いた。公演終了後、ペッシュはエトワールに任命され、芸術監督のブリジット・ルフェーヴルから「エトワールにせずにいられないわ。素晴らしい舞台だったから」との賛辞を受けた。
ペッシュ自身は長期にわたってエトワールに任命されなかったことについて「長い間エトワールになるのを待ったことを後悔していません」と発言し「今までのダンス人生になんの後悔もないし、疑問に思ったこともありません」と続けた。別のインタビューでは「完全に解放されました」と言って、エトワール任命というプレッシャーから逃れたことを「いまはとても自由で、晴れ晴れとした気分です」と喜んでいた。

### アデュー公演と新たな道
ペッシュはバレエダンサーとして踊る以外にも、プロデューサーとして優れた手腕を発揮している。世界各地からダンサーを集めた「エトワール・ガラ」の他にもパリ・オペラ座バレエ団のダンサーのみで組織したガラ公演「Love from Paris」を企画していずれも好評を得ていた。
「エトワール・ガラ」は彼のエトワール任命に先立って、2005年7月に第1回が開催されていた。ペッシュは「エトワール・ガラ」の座長格として、企画の段階から携わっていた。このガラ公演には2年半の準備期間が費やされ、ペッシュはその期間中に「自分の仕事を客観的に見ること」ができるようになったという。これは彼にとって有意義なことだった。後にペッシュは「エトワール・ガラ」について、自分がエトワールに任命されたのはこのガラをやったおかげだとして、「ぼくの人生においてもっとも素晴らしい出来事だったと思っています」と回顧していた。
エトワール任命後のペッシュは、クラシック・バレエやロマンティック・バレエの諸作品の他にローラン・プティの『クラヴィーゴ』、モーリス・ベジャールの『火の鳥』、ピエール・ラコットの『パキータ』、アンジュラン・プレルジョカージュの『ル・パルク』などさまざまな作品を踊っていた。かねてからの希望だったというジョン・ノイマイヤーの『椿姫』も、そのレパートリーに加わった。
ペッシュは2016年2月20日に、アデュー公演（引退公演）を行った。この公演で、彼はエレオノーラ・アバニャートを相手役としてプレルジョカージュの『ル・パルク』を踊った。ペッシュによれば、腰を痛めたせいでアデュー公演の2年くらい前にはすでに「舞台から退いた」という感覚があったという。腰のせいでジャンプができなくても別の踊り方や表現を見つけることによって踊り続けることはできたが、舞台に立つ回数は減り、レパートリーや役柄も違ってきていた。そのためペッシュは、身体面において当時の彼に合った役柄を踊って楽しんでいた。
アデュー公演後は、当時のパリ・オペラ座バレエ団芸術監督バンジャマン・ミルピエのもとで副芸術監督の地位を2016年7月15日まで務めた。その後は、同じくパリ・オペラ座バレエ団のエトワールでローマ歌劇場バレエ団を率いているアバニャートの誘いに応じて、ローマ歌劇場バレエ団の副芸術監督として1年間の契約を結んだ。
アデュー公演後の2016年8月に開催された第5回「エトワール・ガラ」では、アデュー公演と同じく『ル・パルク』を踊るとともに東日本大震災後に「悲しみに寄り添いたい」として自ら振付を行った『スターバト・マーテル』（アントニオ・ヴィヴァルディ作曲）を披露した。ペッシュはパリ・オペラ座バレエ団での24年間を振り返って「全く悲しくない。42歳までキャリアを全うできてうれしかった」と総括し、「学んだことを伝えていきたい。日本との関係も強めたい」と語っていた。
ペッシュはアデュー公演より前に行われた三浦雅士との対談（2012年2月）で、今後のことについてコリオグラファーになるつもりはないとしながらも、将来はカンパニーの芸術監督になりたいとの希望を語っていた。「バンジャマン・ペッシュと仲間たち」のようなグループ公演は趣味ではないとして、「エトワール・ガラ」や「Love from Paris」のように素晴らしい人材を集めて舞台裏から組織したり、プログラムを考えたりしたいというのが彼の意図であった。彼自身の評価によればウィリアム・フォーサイスは最盛期を過ぎているし、ピナ・バウシュのスタイルももう終わりを迎えているとして「新しいコリオグラファーにチャンスを与えていきたい」と発言していた。
ペッシュは自らについて「人見知りしない性格で、人間が好きだし、彼らの話を聞くのも大好き」と述べている。パリ・オペラ座バレエ団はもとより、外の世界にも友人がたくさんいて、その中にはテレビやアート界の人々が多い。過去に出会った多くの人々の中で、プリセツカヤとルグリは彼をダンサーとして成長させてくれた恩人であった。ペッシュもグループ公演をプロデュースしていく過程において若いダンサーたちを抜擢してチャンスを与えるなど、かつてプリセツカヤとルグリが自分を育ててくれたときと同じ道を歩んでいるため、そこに「運命」を感じるという。

## レパートリーとパートナー
ペッシュはクラシック・バレエやロマンティック・バレエの諸作品はもとより、モーリス・ベジャールやローラン・プティなどの現代の振付家が創作した作品やコンテンポラリーに至るまで、幅広いレパートリーを踊りこなすダンサーである。ペッシュはルグリと自分を比較して「彼のような強いテクニックもないし、ぼくはむしろ演技を得意とするタイプです」と述べた上で「ただのパを連ねたデモンストレーション的なダンスより、演劇性の強い物語性のあるダンスが好きです」と語っていた。
彼はベジャールの作品よりもプティの作品を多く踊る機会に恵まれていたため、「自分のレパートリーとして完璧に合っています」と分析していた。スジェの昇進試験では『アルルの女』を踊り、プルミエ・ダンスールへの昇進試験のときには『ノートルダム・ド・パリ』を踊っていた。さらにエトワール任命の契機となったのも、上海で『アルルの女』を急遽踊ったことだった。実際に彼がバレエの魅力に目覚めたのは、8歳のときに観た『若者と死』の感動からであり、プティとの縁は深かった。
プティ自身からも『若者と死』を踊るべきだ、と勧められたが、8歳のときの感動をそのままにしておきたかったために断っていた。三浦雅士は前掲の対談で「とても演劇的な作品だから、プティ自身もペッシュさんが踊るのを見たかったと思いますよ」との評価を伝えていた。
踊りの上でのパートナーはペッシュにとって大切な存在で、パリ・オペラ座バレエ団のエリザベット・モーラン、レティティア・ピュジョル、エレオノーラ・アバニャート、マリインスキー・バレエのディアナ・ヴィシニョーワが特に好きだと評価している。ペッシュは1人で踊るのはあまり好きではなく、「パートナーと一緒だと多角的というか、多機能的なダンスを作れます」と舞台上での表現の広がりに言及していた。

## 出演

### 映画
- ミルピエ パリ・オペラ座に挑んだ男（2015年）[20]
- パリ・オペラ座 夢を継ぐ者たち(2016年）[21][22]

### DVD
- パリ・オペラ座『マノン』（2015年）[注釈 5] - ムッシューGM役[23][24]
- パリ・オペラ座 エトワールが教えるヴァリエーション・レッスン 新書館、2016年[注釈 6][25][26]。